# Ambassis interrupta
Espèce
Statut de conservation UICN

 LC  : Préoccupation mineure
Ambassis interrupta est une espèce de poissons de la famille des Ambassidae et du genre Ambassis.

## Description

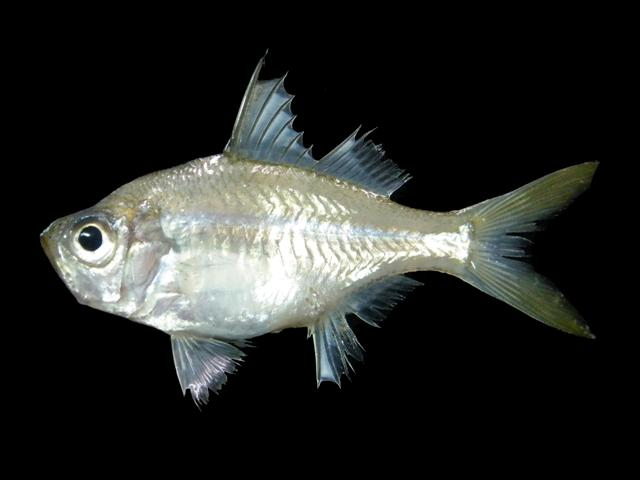
Forêt de mangrove de Kampuang, Province de Ranong, Thaïlande

D'une taille de 5 à 12 centimètres.

## Distribution
Ambassis interrupta est présent dans les mers et océans de tout l'Est de l'Asie, au Nord et à l'Est de l'Australie et au large, dans la mer d'Andaman.